# USS Snowbell
El USS Snowbell (YN-71/AN-52) fue un barco de tendido de redes de la clase Ailanthus que prestó servicio a la Armada de los Estados Unidos durante la Segunda Guerra Mundial. Operó en el océano Pacífico hasta que fue destruido por el tifón Louise frente a Okinawa el 9 de octubre de 1945.

## Hundimiento
El Snowbell estuvo atendiendo redes en Kerama Retto hasta el 15 de mayo de 1945 y luego se trasladó a Buckner Bay (en Okinawa). El día 25, derribó su primer avión enemigo, un avión de combate monomotor, que se estrelló a unos cientos de metros del barco. Continuó operando en aguas alrededor de Okinawa después de que la guerra había terminado hasta principios de octubre. El 9 de octubre, el tifón Louise con vientos de aproximadamente 150 millas por hora golpeó el área y el Snowbell. Su ancla de popa se soltó y chocó contra el Chinquapin (AN-17) en el lado de estribor. A las 16.30, encalló. En el arrecife solo unos minutos, las maderas del barco comenzaron a romperse. El barco fue golpeado por fuertes vientos y mares agitados. A la mañana siguiente, el oficial al mando ordenó a todos los tripulantes que abandonaran el barco para que no volcara.
El 30 de octubre, una Junta de Inspección y Reconocimiento determinó que el barco no podía ser rescatado. Se retiraron todos los equipos y provisiones y el 5 de diciembre fue dado de baja. El Snowbell fue eliminado de la lista de la Armada estadounidense el 19 de diciembre de 1945 y su casco fue volado el 14 de enero de 1946.
El Snowbell recibió una estrella de batalla por su servicio durante la Segunda Guerra Mundial en la operación Okinawa Gunto.